# Georges de Schaumbourg-Lippe
Georges de Schaumbourg-Lippe (en allemand : Stephan Albrecht Georg zu Schaumburg-Lippe), né le 10 octobre 1846 à Bückeburg, principauté de Schaumbourg-Lippe et mort au même lieu le 29 avril 1911, est le prince-souverain de la principauté de Schaumbourg-Lippe, en Allemagne, de 1893 à sa mort.

## Biographie
Né à Bückeburg, Georges est le fils aîné du prince Adolphe Ier et de son épouse Hermine de Waldeck-Pyrmont. Il succède à son père à la tête de la principauté à sa mort, le 8 mai 1893.
Après une formation militaire qu'il complète par des études à l'université de Göttingen, Georges de Schaumbourg-Lippe devient officier du bataillon de chasseurs de Schaumbourg-Lippe. En 1867, en raison de la convention militaire conclue entre la Prusse et la principauté de Schaumbourg-Lippe, le 7e bataillon de chasseurs westphaliens est transféré de Clèves à Bückeburg. Le prince Georges y occupe le rang de capitaine. Comme son père, il participe à la guerre franco-allemande de 1870. Il sert ensuite dans le 11e régiment de hussards à Düsseldorf avant d'être, en 1876, transféré au Leibgardehusarenregiment à Potsdam où il demeure jusqu'en 1879.
En 1907, à l'occasion des noces d'argent du prince Georges, l'empereur allemand Guillaume II lui restitue le château de Schaumbourg, dont la Prusse, en raison de l'engagement des Schaumbourg-Lippe en faveur de l'empire d'Autriche, s'était emparé en 1866, pendant la guerre austro-prussienne.

## Mariage et descendance
Le 16 avril 1882, Georges épouse à Altenbourg la princesse Marie-Anne de Saxe-Altenbourg (1864-1918), fille du prince Maurice-François de Saxe-Altenbourg et d'Augusta de Saxe-Meiningen.
Ils ont neuf enfants :
- Adolphe II (1883-1936), prince souverain (1911-1918), puis chef de la maison de Schaumbourg-Lippe (1918-1936) ;
- Moritz Georg (1884-1920), sans alliance ;
- Peter Adolph Wilhelm (1886-1886) ;
- Wolrad (1887-1962), chef de la maison (1936-1962) ;
- Stephan (1891-1965), épouse en 1921 Ingeborg d'Oldenbourg (1901-1996), dont deux enfants : 1) Marie Alix (1923-2021)[4] et 2) Georg Moritz (1924-1970) ;
- Heinrich (1894-1952), épouse en 1933 Marie Erika von Hardenberg (1903-1964), dont une fille : Dagmar (1934-2008) ;
- Margaretha (1896-1897) ;
- Friedrich Christian (1906-1983), épouse 1) en 1927 Alexandra von Castell-Rüdenhausen (1904-1961), dont trois enfants ; épouse 2) en 1962 Marie Luise de Schleswig-Holstein (1908-1969) et 3) en 1971 Hélène Mayr (1913-2006) ;
- Elisabeth (1908-1933), épouse 1) en 1928 (mariage annulé la même année) Benvenutto Hauptmann (1900-1965) ; épouse 2) en 1930 Johann baron Herring von Frankensdorff (1891-1971).

## Ascendance
|  |                                                   |  |  |  |  |  |  |  |  |  |  |  |  |
|  | 8. Philippe II de Schaumbourg-Lippe               |  |  |  |  |  |  |  |  |  |  |  |  |
|  |                                                   |  |  |  |  |  |  |  |  |  |  |  |  |
|  |                                                   |  |  |  |  |  |  |  |  |  |  |  |  |
|  | 4. Georges-Guillaume de Schaumbourg-Lippe         |  |  |  |  |  |  |  |  |  |  |  |  |
|  |                                                   |  |  |  |  |  |  |  |  |  |  |  |  |
|  |                                                   |  |  |  |  |  |  |  |  |  |  |  |  |
|  | 9. Julienne de Hesse-Philippsthal                 |  |  |  |  |  |  |  |  |  |  |  |  |
|  |                                                   |  |  |  |  |  |  |  |  |  |  |  |  |
|  |                                                   |  |  |  |  |  |  |  |  |  |  |  |  |
|  | 2. Adolphe Ier de Schaumbourg-Lippe               |  |  |  |  |  |  |  |  |  |  |  |  |
|  |                                                   |  |  |  |  |  |  |  |  |  |  |  |  |
|  |                                                   |  |  |  |  |  |  |  |  |  |  |  |  |
|  | 10. Georges Ier de Waldeck-Pyrmont                |  |  |  |  |  |  |  |  |  |  |  |  |
|  |                                                   |  |  |  |  |  |  |  |  |  |  |  |  |
|  |                                                   |  |  |  |  |  |  |  |  |  |  |  |  |
|  | 5. Ida de Waldeck-Pyrmont                         |  |  |  |  |  |  |  |  |  |  |  |  |
|  |                                                   |  |  |  |  |  |  |  |  |  |  |  |  |
|  |                                                   |  |  |  |  |  |  |  |  |  |  |  |  |
|  | 11. Auguste de Schwarzbourg-Sondershausen         |  |  |  |  |  |  |  |  |  |  |  |  |
|  |                                                   |  |  |  |  |  |  |  |  |  |  |  |  |
|  |                                                   |  |  |  |  |  |  |  |  |  |  |  |  |
|  | 1. Georges de Schaumbourg-Lippe                   |  |  |  |  |  |  |  |  |  |  |  |  |
|  |                                                   |  |  |  |  |  |  |  |  |  |  |  |  |
|  |                                                   |  |  |  |  |  |  |  |  |  |  |  |  |
|  | 12=10. Georges Ier de Waldeck-Pyrmont             |  |  |  |  |  |  |  |  |  |  |  |  |
|  |                                                   |  |  |  |  |  |  |  |  |  |  |  |  |
|  |                                                   |  |  |  |  |  |  |  |  |  |  |  |  |
|  | 6. Georges II de Waldeck-Pyrmont                  |  |  |  |  |  |  |  |  |  |  |  |  |
|  |                                                   |  |  |  |  |  |  |  |  |  |  |  |  |
|  |                                                   |  |  |  |  |  |  |  |  |  |  |  |  |
|  | 13=11. Auguste de Schwarzbourg-Sondershausen      |  |  |  |  |  |  |  |  |  |  |  |  |
|  |                                                   |  |  |  |  |  |  |  |  |  |  |  |  |
|  |                                                   |  |  |  |  |  |  |  |  |  |  |  |  |
|  | 3. Hermine de Waldeck-Pyrmont                     |  |  |  |  |  |  |  |  |  |  |  |  |
|  |                                                   |  |  |  |  |  |  |  |  |  |  |  |  |
|  |                                                   |  |  |  |  |  |  |  |  |  |  |  |  |
|  | 14. Victor II d'Anhalt-Bernbourg-Schaumbourg-Hoym |  |  |  |  |  |  |  |  |  |  |  |  |
|  |                                                   |  |  |  |  |  |  |  |  |  |  |  |  |
|  |                                                   |  |  |  |  |  |  |  |  |  |  |  |  |
|  | 7. Emma d'Anhalt-Bernbourg-Schaumbourg-Hoym       |  |  |  |  |  |  |  |  |  |  |  |  |
|  |                                                   |  |  |  |  |  |  |  |  |  |  |  |  |
|  |                                                   |  |  |  |  |  |  |  |  |  |  |  |  |
|  | 15. Amélie de Nassau-Weilbourg                    |  |  |  |  |  |  |  |  |  |  |  |  |
|  |                                                   |  |  |  |  |  |  |  |  |  |  |  |  |
|  |                                                   |  |  |  |  |  |  |  |  |  |  |  |  |